# Kanton Routot
Kanton Routot (fr. Canton de Routot) je francouzský kanton v departementu Eure v regionu Horní Normandie. Skládá se z 18 obcí.

## Obce kantonu
- Barneville-sur-Seine
- Bosgouet
- Bouquetot
- Bourg-Achard
- Caumont
- Cauverville-en-Roumois
- Étréville
- Éturqueraye
- Hauville
- La Haye-Aubrée
- La Haye-de-Routot
- Honguemare-Guenouville
- Le Landin
- Rougemontiers
- Routot
- Saint-Ouen-de-Thouberville
- La Trinité-de-Thouberville
- Valletot